# Heteroporus odoratus
Heteroporus odoratus är en svampart som beskrevs av Corner 1987. Heteroporus odoratus ingår i släktet Heteroporus och familjen Meruliaceae.   Inga underarter finns listade i Catalogue of Life.